# Phaedrotoma platensis
Phaedrotoma platensis är en stekelart som först beskrevs av Juan Brèthes 1913.  Phaedrotoma platensis ingår i släktet Phaedrotoma och familjen bracksteklar. Inga underarter finns listade i Catalogue of Life.